# Ippotoo (figlio di Leto)
Ippotoo (in greco antico: Ἱπποθόων?) è un personaggio della mitologia greca, un personaggio dell'Iliade.

## Mitologia

### Le origini
Ippotoo era uno dei condottieri alleati di Priamo quando Troia fu assediata dagli Achei egli comandava i Pelasgi insieme al fratello Pileo e veniva da Larissa. 

I due erano figli del nobile Leto.
Ebbe un figlio di nome Pelasgo.

### La morte
Appena Ettore ebbe ucciso Patroclo, tra Achei e Troiani scoppiò una mischia furibonda sul suo cadavere. Ippotoo cercò di trascinarlo via, ma Aiace Telamonio piombò su di lui e lo uccise.
Solo a questo punto Omero dice che Ippotoo era ancora molto giovane.